# 六氟化钋
六氟化钋（PoF6）是钋的一种氟化物，也是十八种已知的二元六氟化物之一。它是一种白色不稳定的固体。

## 制备

### 失败
曾有化学家试图以如下反应制备它：
{\displaystyle \mathrm {Po+3\ F_{2}\longrightarrow PoF_{6}} }
1945年时进行了这项实验，但没有成功。预测它的沸点为−40 °C。

### 成功
PoF6最终还是由更稳定的钋-208的直接氟化制得。反应形成了一种挥发性氟化物， 但还没有完全表征就分解成四氟化钋了。